# Bob leta
Bob leta je akcija časnika Večer, v kateri od leta 1999 izbirajo po mnenju bralcev časnika in slovenske javnosti najboljše izjave, objavljene v tem časniku v preteklem letu. Časnik v vsakodnevni izdaji objavi bob dneva, po koncu leta pa glas ljudstva odloči zmagovalca med desetimi kandidati. V zadnjih letih zmagovalca razglasijo na posebni prireditvi, predvajani tudi po televiziji.

## Zmagovalne izjave
| Leto | Izjava | Avtor/ica                                                   |
| ---- | --- | ----------------------------------------------------------- |
| 1999 | »Slabi šefi jemljejo slabe delavce, da so lahko še naprej šefi, tako je tudi v glasbi.« | Vlado Kreslin, glasbenik                                    |
| 2000 | »Pri nas je nekdo bogat, ker je pripadnik neke politične stranke, po drugi strani pa ljudje cele dneve delajo za drobiž.« | Matjaž Hanžek, sociolog                                     |
| 2001 | »Za šankom Slovenci vedo vse, pred policijo petdeset odstotkov, pred tožilcem ali sodnikom se ne spomnijo nič več.« | Zdenka Cerar, državna tožilka                               |
| 2002 | »Na trgu so nekateri ljudje, ki hodijo iz firme v firmo, pocuzajo denar, firmo pa na koncu prodajo nekomu, ki ga ni.« | Zdravko Duša, urednik                                       |
| 2003 | »Temu, kar imamo danes, ne morem reči demokracija, temu pravim demogoljufija.« | Polde Bibič, igralec                                        |
| 2004 | »Ustvarja se sistem, v katerem lahko svoje pravice najbolje zaščitijo tisti, ki imajo denar.« | Lojze Ude, profesor prava                                   |
| 2005 | »Propadla so vsa nekoč cvetoča velika podjetja in ljudi postaja strah, skoraj ga ni, ki ne bi imel brezposelnega sorodnika, znanca, prijatelja. Kdo bo še rojeval otroke v svet strahu?«                                                  | Kurt Kancler, zdravnik                                      |
| 2006 | »Nikoli ne bomo največji. Nikoli ne bomo najmočnejši. Lahko pa smo najboljši.« | Janez Janša, takratni predsednik vlade                      |
| 2007 | »Fantje in dekleta, odgovornost do naroda se začne v postelji.« | Franc Rode, kardinal                                        |
| 2008 | »Država je pogosto bolj gluha od nas gluhih.« | Milan Kotnik, sekretar Društva gluhih in naglušnih Podravja |
| 2009 | »Ljudje imajo največ povedati o ljudeh, ki jih ne poznajo.« | Matjaž Javšnik, igralec                                     |
| 2010 | »Če se pošalim, bi rekel, da bi včasih z žrebom dobili boljšo sestavo državnih organov, kot pa jo dobimo z volitvami.« | Ciril Ribičič, pravnik                                      |
| 2011 | »Blaginja ni to, da imam jahto pa mercedesa pa račun na Cipru. Blaginja je, da ima človek delo, svoj ponos, svojo držo.« | Peter Boštjančič, dramski igralec                           |
| 2012 | »Na kraj pameti mi ne pade, da bi pogledala, kaj na izdelku piše; je zdravo, ni zdravo, koliko konzervansov ima, je slovensko ali ni. Zame je pomembna samo cena. Kupujem tisto, kar je v akciji, in temu prilagajam svoj jedilnik.«      | Jelka Bobonja, čistilka                                     |
| 2013 | »Na začetku svoje učiteljske poti sem učence učila, da lačni otroci živijo v Afriki, danes pa sedijo v klopi zraven njih.« | Bojana Potočnik, učiteljica                                 |
| 2014 | »Nekdo, ki zasluži 20 tisoč evrov, težko razume, kako se počuti nekdo, ki nima za kruh.« | Maksimiljan Klančnik, predsednik Društva gostincev Pohorja  |
| 2015 | »Slovenci lažje oproščamo lopovščino kot pa uspeh, morda tudi zaradi tega, ker imamo nekaj tihotapskega v genih od Martina Krpana naprej. Dejstvo pa je, da Slovenci oprostijo vse, le uspeha ne!«                                        | Ivo Boscarol, poslovnež                                     |
| 2016 | »Sposobni ljudje ustvarjajo delovna mesta, nesposobni pa jih uničujejo.« | Husam Franjo Naji, zdravnik                                 |
| 2017 | »Soborci me sprašujejo, ali smo se borili za pravo stvar. Za domovino že, in če bi bilo treba, še stokrat. Ne pa za elite, ki so se okoristile brez moralnih in etičnih zadržkov. Kako jih ni sram?«                                      | Srečko Cehnar, poveljnik enot TO-ja                         |
| 2018 | »Politikom sporočam: ne govorite, da podpirate strokovnjake. Podpirate jih le, če so slučajno vaši. In politiki, ne govorite, da podpirate vračanje strokovnjakov iz tujine, ker jim vračanje preprečujete.«                              | Verica Trstenjak, pravnica                                  |
| 2019 | »Najpomembnejši vzornik je tisti človek, ki nas zvečer gleda iz ogledala, ko si speremo masko dneva.« | Ninna Kozorog, zdravnica                                    |
| 2020 | »V življenju lahko uspeš samo takrat, ko si upaš, včasih je treba tudi malo tvegati. Če nič ne tvegaš, največ tvegaš, ker ostaneš tam, kjer si.«                                                                                          | Ivan Lorenčič, ravnatelj                                    |
| 2021 | »Danes nismo v položaju, da bi bilo treba varovati predstavnike ljudstva pred ljudstvom, ampak bi bilo treba varovati ljudstvo pred njegovimi predstavniki.«                                                                              | Lev Kreft, filozof                                          |
| 2022 | »Imamo cel kup gurujev sreče, ki nas prepričujejo, da nismo dovolj srečni in da se moramo potruditi, da bomo bolj. A mislim, da bomo najbolj srečni takrat, ko se bomo nehali truditi biti srečni in ko bomo namenili pozornost drugemu.« | Dan Podjed, antropolog                                      |
| 2023 | »V življenju sta dve možnosti: ali ste na odru in tekmujete ali pa ste pod odrom in ploskate. Treba je stopiti na oder, prenehati ploskati drugim, naj ploskajo vam. To pa dosežeš z delom in vztrajnostjo.«                              | Bojan Lunežnik, vojak in podjetnik                          |
| 2024 | »Ne moreš stavkati na nekom, ki potrebuje tvojo pomoč. Kdor potrebuje tvojo pomoč, ne more biti predmet ciljev, ki se odražajo na tvoji zasebni koristi.«                                                                                 | Samo Zver, zdravnik                                         |

## Zanimivosti
- Ime nagrade izvira iz slovenske rečenice »reči bobu bob«, ki pomeni opisati stvari, dejstva taka, kot so v resnici, brez olepševanja.[12]
- V zadnjih letih so nagrado pogosto prejeli ljudje, ki sicer niso del javnega življenja, so pa opozarjali na vse večjo socialno stisko v Sloveniji.[1]
- Med letoma 2007 in 2010 so izbirali tudi bob leta na blogu, torej najudarnejšo izjavo pisca spletnega dnevnika.[3]
- Za izjavo Janeza Janše, za katero je prejel nagrado bob leta 2006, se je izkazalo, da gre za plagiat. Janša je izjavo prepisal iz govora nekdanjega britanskega premiera Tonyja Blaira.[13][14] Nagrajeno izjavo je Janša sicer izrekel kot slavnostni govornik na Trgu republike v Ljubljani leta 2006.[15]